# ابرهارد یکل
ابرهارد یکل (۲۹ ژوئن ۱۹۲۹ – ۱۷ اوت ۲۰۱۷) تاریخ‌دان آلمانی بود. نوشته‌ها و آثار سرشناس او حول نقش آدولف هیتلر در تاریخ معاصر، نازیسم، و هولوکاست هستند.

## افتخارات
- در ۱۹۹۰، او به همراه لیا روش، برنده جایزه ادبی هانس شول به دلیل تحقیقاتش بر روی نفی بلد یهودیان در اروپا با عنوان Der Tod ist ein Meister aus Deutschland شد.
- در ۲۰۰۱، یکل نشان افتخار شایستگی جمهوری فدرال آلمان را برای کارهایش دریافت کرد.